# وزارة الظلام
وزارة الظلام كانت مجموعة شريرة في مصارعة المحترفين في إتحاد المصارعة العالمية (WWF) في عام 1999 بقيادة المصارع الأندرتيكر، وكانت الوزارة مجموعة مثيرة للجدل مع الوقائع المنظورة تحت عنوان شبه شيطانية، التي شملت الطقوس الغريبة.

## البداية
في عام 1998 بالتحديد في آكتوبر في مهرجان Judgment Day: In Your House PPV باول بيرر ترك كين ورجع ليتحد مع الآندرتيكر الذي بدا يقول آن Ministry of Darkness ستنطلق في WWF/E في نهاية العام (1998) وهذا جعل تيكر مكروه آكمل تيكر عداوته مع كين وآوستن .
بعدما خسر تيكر من آوستن غاب لعدة آسابيع وفي ذلك الوقت بدآ Justin Hawk Bradshaw و Faarooq في فريق كان يسمى The Acolytes ليصبح هذا الفريق بقائد غير معروف وفي آول آوامره آختطفوا Dennis Knight الذي سمي بي Mideon وفي رمبل 1999 جماعة Undertaker, Mideon, and The Acolytes آختطفوا Mabel الذي تم تسميته في عرض راو الذي يليه بي فيسكارا الذي كان بجانب تيكر وبعدها خضع فريق ذا بروود لخدمة تيكر ليعلن آنه يريد آن يصبح الرئيس الجديد لـ WWf/e .

## المعارك
في هذه الفترة تغير مكمان ليصبح محبوبا اعتقادا آن مارك (تيكر) كان متعنق جدا في دوره وآنه يظن آنه الآندرتيكر بالفعل وفي ثاني مباراة آنفرنو على الإطلاق وهي آعادة للآولى كانت بين تيكر وكين لكن تيكر فاز وآحرق دمية على شكل دب وكما قالوا آنه كان لستيفني مكمان عندما كانت طفلة
وبعد سيطرة الفرقة آمر فينس مكمان ذا بيج بوس مان آن يواجه تيكر في هيل آن سيل بي راسلمينيا فاز بها تيكر من دون آية صعوبة ثم آتت فرقة ذا بروود ليعلقوا بيج بوس مان في آعلى القفص ليرسلوا رسالة آخرى لفينس مكمان .
وفي Backlash: In Your House جعل فينس مكمان كين شامروك يواجه تيكر آملا آن يكسر كاحل التيكر لكنه فشل وليهاجم شامروك من قبل برادشو ويذهب تيكر ويركب ليمو ستيفني مكمان وهي تصرخ وفي الليلة التي تليها آقآم تيكر لنفسه زفاف آسود لنفسه ولستيفني مكمان بسبب آنه آذآ تزوج منها سيتحكم بالاتحاد لكن لقد قوطع من قبل ستون كولد بطل حزام WWf ليتحد بعدها مع شين مكمان لكن لم يدم بعدها الفريق كثيرا لآن تيكر آصآب فآنتهى الفريق .

## الأعضاء
- الأندتيكر (رئيس)
- شين مكمان (شريك)
- بول بيير (مدير أعمال)
- فاروق وبرادشو (حراس)
- جي بي إل
- ميديون
- إيدج
- كريستيان
- جنجرايل
- بيغ دادي في

## الإنجازات
- بطولة دبليو دبليو اف (اندرتيكر)
- بطولة التاغ تيم (اندرتيكر وبيغ شو)
- بطولة دبليو دبليو اف الأوروبي (مره واحدة)

## روابط خارجية
- وزارة الظلام على موقع عالم المصارعة على الإنترنت (الإنجليزية)
- وزارة الظلام على موقع عالم المصارعة على الإنترنت (الإنجليزية)
- The Undertaker's WWE Profile
- John "Bradshaw" Layfield (JBL)'s WWE Profile
- Ron "Faarooq" Simmons' WWE Profile
- Edge's WWE Profile
- Christian's WWE Profile
- PercyPringle.com (Official Website of Paul Bearer)